# 당문예
당문예(唐文裔, ?~918년 7월 24일(음력 6월 14일)?)는 중국 오대 십국 시대 정권 전촉의 장령(將領)으로, 초대 황제 왕건(고조)의 측근이자 권신인 환관 내비룡사(內飛龍使) 당문의의 아우이다.

## 행적
통정 원년 8월 24일(병오일)(916년 9월 23일), 전촉의 황제 왕건은 기나라를 겨냥하여 대대적인 공격을 개시하였다. 광국군사(匡國軍使) 당문예는 서북면(西北面) 제3초토가 되어 제1초토 천웅군(天雄軍)절도사 왕종주·제2초토 무신군(武信軍, 본부는 지금의 사천성 수녕시에 두었다)절도사 유지준과 함께 도초토(都招討) 왕종파의 총지휘 아래 12만 명의 병력을 이끌고 천웅군의 군부 진주에서 출격하여 기나라 정벌에 나섰다. 해당 부대의 목표는 진주에서 농주 방면으로 출격하여 그곳을 점령하고 나서 봉주에서 보계 방면으로 출격한 부대와 합류하여 최종적으로는 기나라의 수도 봉상부를 공격하는 것이었다. 이 부대는 같은해 10월 7일(기축일)(916년 11월 5일)에 옛 대진관(大震關)에서 출격하여 농주에 이르렀다. 농주를 지키던 기나라군의 장령(將領) 보승군(保勝軍, 본부는 농주에 두었다)절도사 이계급은 기왕 이무정이 자신을 시샘할까 두려워하여 10월 8일(경인일)(916년 11월 6일)에 자신의 휘하 병력 2만 명을 이끌고 성을 버리고 전촉군에게 투항하였다. 농주로 진공한 전촉군은 보계를 점령한 전촉군과 만나 봉상부를 포위하였으나, 기나라군은 성 밖에서 나오지 않았다. 마침 큰 눈이 내려와 전촉군은 왕건의 부름을 받고 성도로 회군하였다. 당문예는 이 전역이 끝난 후 왕종주를 대신하여 천웅군절도사에 임명되어 진주를 진수(鎭守)하였다.
광천 원년(918년), 당문예의 형 당문의는 내비룡사(內飛龍使)로 재직하고 있으면서 오랫동안 금군을 장악하고 중앙에서 권력을 휘두르며 조정의 기밀에 늘 깊숙이 관여하고 있었다. 같은해 5월, 왕건의 병이 위독해졌다. 왕건이 죽으면 대신들을 제거하고 정변을 일으킬 생각을 하고 있었던 당문의는 자신이 거느리는 금군을 동원하여 대궐을 장악하고 국정을 농단하려고 하였다. 하지만 일이 새어 나가자, 왕건의 양자로 왕건에게서 막내아들 황태자 왕종연을 부탁받은 고명대신 마보도지휘사(馬步都指揮使) 겸 중서령(中書令) 왕종필을 비롯한 대신들은 궁문을 부수고 궁중으로 들어가서 왕건에게 당문의의 죄를 성토하였다. 결국 당문의는 외지로 좌천되었다가 같은해 6월에 왕건이 죽고 얼마 안 가 주살되었다. 이때 천웅군절도사 당문예는 형이 벌인 이 사건에 연좌되어 진주에서 조정으로부터 자신을 주살하라는 명을 받은 왕건의 또다른 양자인 장령 서면초토부사(西面招討副使) 왕종욱에게 주살되었다.

### 참조주
1. 1 2 3 4  중앙연구원 음양력 변환기
2. 1 2  오임신(吳任臣), 《십국춘추》 권37 전촉3 후주본기
3. 1 2 3 4  사마광, 《자치통감》, 권270 후량기(後梁紀)5
4. 1 2 3 4 5  호삼성, 《자치통감음주》, 권270 후량기(後梁紀)5 균왕(均王) 中
5. 1 2 3  엄연(嚴衍), 《자치통감보(資治通鑑補)》 권270 후열국기5 무인(918), 광서 2년(1876) 상주 사보루(思補樓) 교정인쇄본 《자치통감보》(142), 15/85.
6. 1 2 3 4  오임신(吳任臣), 《십국춘추》 권46 전촉12 열전
7. 1 2 3 4 5  오임신(吳任臣), 《십국춘추》 권36 전촉2 고조본기 下
8. 1 2  사마광, 《자치통감》, 권269 후량기(後梁紀)4
9. 1 2 3  호삼성, 《자치통감음주》, 권269 후량기(後梁紀)4 균왕(均王) 上
10. 1 2  엄연(嚴衍), 《자치통감보(資治通鑑補)》 권269 후열국기4 병자(916), 광서 2년(1876) 상주 사보루(思補樓) 교정인쇄본 《자치통감보》(141), 81/99.
11. ↑  《백양판 자치통감 (66) 소분열(小分裂)》 1993, 179-180쪽.
12. ↑  《백양판 자치통감 (66) 소분열(小分裂)》 1993, 181쪽.
13. ↑  실크로드유산 (2019년 5월 30일). “大震關 - 關山古道歳崢嶸 鐵馬秋風入夢來” [대진관(大震關) - 관산고도(關山古道)는 세월이 지나도 높고 가파르니 가을 바람을 헤치며 달리는 철마(鐵馬)가 꿈 속에 들어온다]. 《소후》 (중국어). 2025년 6월 7일에 확인함.
14. ↑  문심조룡(文心雕龍) (2019년 5월 31일). “大震關 - 關山古道歳崢嶸 鐵馬秋風入夢來” [대진관 - 관산고도는 세월이 지나도 높고 가파르니 가을 바람을 헤치며 달리는 철마가 꿈 속에 들어온다]. 《실크로드 세계유산》 (중국어). 2025년 6월 7일에 확인함.
15. ↑  오임신(吳任臣), 《십국춘추》 권42 전촉8 열전
16. ↑  엄연(嚴衍), 《자치통감보(資治通鑑補)》 권269 후열국기4 병자(916), 광서 2년(1876) 상주 사보루(思補樓) 교정인쇄본 《자치통감보》(141), 85/99.
17. ↑  《백양판 자치통감 (66) 소분열(小分裂)》 1993, 184쪽.
18. ↑  주옥룡 1997, 236쪽.
19. 1 2  구양수, 《신오대사》, 권63 세가(世家) 제3 전촉(前蜀)세가
20. ↑  엄연(嚴衍), 《자치통감보(資治通鑑補)》 권270 후열국기5 정축(917), 광서 2년(1876) 상주 사보루(思補樓) 교정인쇄본 《자치통감보》(142), 1/85.
21. ↑  엄연(嚴衍), 《자치통감보(資治通鑑補)》 권270 후열국기5 무인(918), 광서 2년(1876) 상주 사보루(思補樓) 교정인쇄본 《자치통감보》(142), 14/85.
22. ↑  《백양판 자치통감 (67) 천리백골(千里白骨)》 1993, 9-10쪽.
23. ↑  《백양판 자치통감 (67) 천리백골(千里白骨)》 1993, 25쪽.
24. ↑  엄연(嚴衍), 《자치통감보(資治通鑑補)》 권270 후열국기5 무인(918), 광서 2년(1876) 상주 사보루(思補樓) 교정인쇄본 《자치통감보》(142), 13-14/85.
25. ↑  《백양판 자치통감 (67) 천리백골(千里白骨)》 1993, 25-26쪽.
26. ↑  《백양판 자치통감 (67) 천리백골(千里白骨)》 1993, 27쪽.
27. ↑  주옥룡 1997, 237쪽.

## 참고 문헌
- 백양(柏楊, 1920년 ~ 2008년), 《백양판 자치통감》
  - (대만) 백양 역 (1993년 4월). 〈소분열(小分裂)〉. 《현대어문판 자치통감》 [백양판 자치통감 (66) 소분열(小分裂)] (중국어) 66 1판. 북경: 중국우의출판공사(中國友誼出版公司). ISBN 7-5057-0470-2.
  - (대만) 백양 역 (1993년 7월). 〈천리백골(千里白骨)〉. 《현대어문판 자치통감》 [백양판 자치통감 (67) 천리백골(千里白骨)] (중국어) 67 1판. 북경: 중국우의출판공사(中國友誼出版公司). ISBN 7-5057-0502-4.
- 주옥룡(朱玉龍) 편저 (1997년 5월). 《오대십국방진연표(五代十國方鎭年表)》. 이십사사연구자료총간(二十四史硏究資料叢刊) (중국어) 1판. 북경: 중화서국. ISBN 7-101-01363-5.

| 전임 왕종주 | 천웅군절도사 (진주) 916년 ~ 918년 | 후임 왕종욱 |